# Джим Корбетт
Едвард Джеймс «Джим» Корбетт (англ. Edward James "Jim" Corbett; 25 липня 1875, Найнітал, Об'єднані провінції Аґри і Ауда, Британська Індія — 19 квітня 1955, Н'єрі, Кенія) — британський мисливець, захисник природи, письменник і натураліст. Він мав чин полковника в британській індійській армії, і уряд об'єднаних провінцій Аґри і Ауда (нині індійські штати Уттар-Прадеш і Уттаракханд) часто запрошував його для полювання на тигрів і леопардів, які ставали людожерами в селах регіонів Кумаон і Гархвал.
Корбетт написав такі книги «Кумаонські людожери» (Man-Eaters of Kumaon), «Історії джунглів», «Моя Індія» та багато інших, що розповідають про його полювання і пригоди. Ці книги користувалися визнанням літературних критиків і комерційним успіхом. «Кумаонські людожери» зокрема перекладено 27 мовами. Став завзятим фотографом і виступав за необхідність захисту дикої природи Індії від винищення.

## Біографія

### Ранні роки
Народився у британській частині містечка Найнітал у Кумаоні. Він виріс у багатодітній родині з шістнадцятьох дітей і був восьмою дитиною Крістофера Вільяма Корбетта та його дружини Мері Джейн. Його батьки переїхали в Найнітал у 1862 році, після того, як Крістофер Корбетт залишив військову службу і був призначений поштмейстером міста. Взимку сім'я переїжджала в передгір'я, де вони володіли котеджем під назвою «Арундел» у селі, тепер відомому як Каладхунгі.

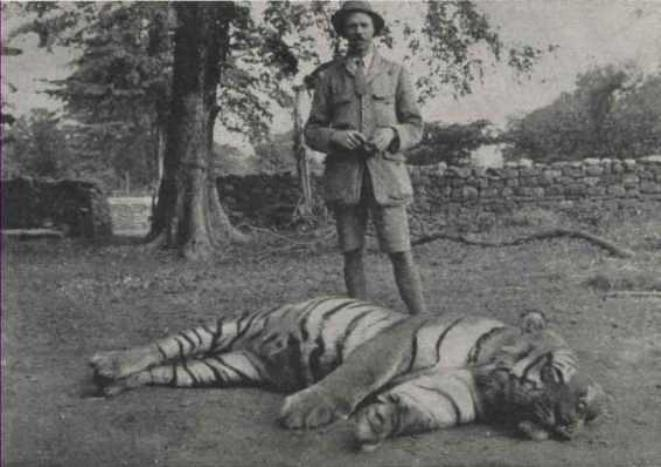
Джим Корбетт з убитим ним тигром, відомим як «Холостяк із Повалгара» (Bachelor of Powalgarh)

Його мати Мері Джейн була дуже впливовою в суспільному житті Найніталу серед європейців і стала свого роду агентом із нерухомості для європейських поселенців. Батько Крістофер Вільям пішов у відставку з посади поштмейстера в 1878 році. Він помер через кілька тижнів після відставки від серцевого нападу 21 квітня 1881 року. Джиму тоді було шість років, і його старший брат Том обійняв посаду поштмейстера Найніталу.
Із самого раннього віку Джим часто бував у лісах навколо свого будинку в Каладхунгі. Завдяки частим походам він навчився розпізнавати більшість звірів і птахів за їхніми криками. Згодом він став хорошим слідопитом і мисливцем. Навчався в школі та коледжі в Найніталі.
У 19 років він кинув школу і влаштувався на роботу в Бенгальську і Північно-Західну залізницю, спочатку працюючи інспектором палива в Манакпурі в Пенджабі, а потім підрядником із перевантаження вантажів через Ганг до Мокаме-Гхат (Mokama) у Біхарі. Заснував школу для залізничників у Мокаме-Гхат.

## Полювання на людожерів
Протягом свого життя Корбетт вистежив і застрелив декілька леопардів і тигрів, близько десятка яких були добре задокументованими людоїдами. Корбетт надав оцінки людських жертв у своїх книгах, зокрема у «Кумаонських людожерах», «Леопарді-людожері з Рудрапраягу» та «Храмовому тигрові та інших людожерах Кумаону». За словами Корбетта, підраховуючи загальну суму за цими рахунками, ці тварини вбили понад 1200 чоловіків, жінок і дітей. Існують певні розбіжності в офіційній кількості загиблих людей, яку мають у звітах уряди Великої Британії та Індії, та оцінках самого Корбетта.
Першим людожером, якого він убив, була Чампаватська тигриця, відповідальна за приблизно 436 задокументованих смертей у Непалі та Кумаоні. Вона внесена у Книгу рекордів Гіннеса як така, що вбила найбільшу кількість людей порівняно з іншими тиграми. Хоча більшість вбитих ним людожерів були тиграми, Корбетт успішно вполював принаймні двох леопардів-людожерів.

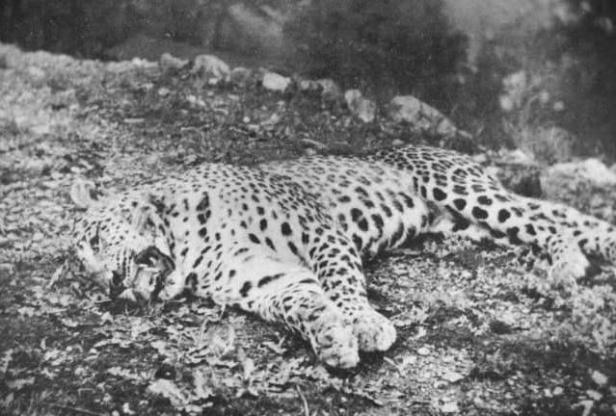
Панарський леопард-людожер

Першим був Панарський леопард, який можливо вбив 400 людей. Корбетт застрелив його у 1910 році. Другим був леопард із Рудрапраяґа в 1926 році, який більше восьми років тероризував паломників, які подорожували до індуїстських святинь Кедарнатх і Бадрінатх, й, як стверджують, був відповідальним за понад 126 смертей. Іншими відомими людоїдами, яких він убив, були людожери Талла-Дес, Мохан, Тхак (Thak man-eater), Муктесар і Чоугархська сім'я тигрів (Tigers of Chowgarh).
Аналіз туш, черепів і збережених останків впольованих ним тигрів і леопардів показало, що більшість людоїдів страждали від хвороб або ран, нанесених голками їжатця індійського, глибоко встромлених у шкіру, або вогнепальних ран, які не загоїлися. У передмові до «Кумаонських людожерів» Корбетт писав:
|  | Поранення, через яке тигр став пожирати людей, може бути наслідком необережного пострілу та відсутності спостереження за пораненою твариною та її відновленням, або через те, що тигр втратив самовладання під час вбивства їжатця. |

Корбетт вважав за краще полювати один і пішки, переслідуючи небезпечну дичину. Він часто полював із Робіном, маленьким песиком, про якого він написав у однойменній главі «Кумаонських людожерів».

## Натуралістська діяльність
Корбетт купив свою першу кінокамеру наприкінці 1920-х років і, натхненний своїм другом Фредеріком Волтером Чемпіоном (F. W. Champion), почав записувати тигрів на кіноплівку. Незважаючи на те, що він досконало знав джунглі, отримати хороші кадри було важко, оскільки ці тварини були надзвичайно скритими.
Часто неправильно вважається, що Корбетт ніколи не вбивав тигра без підтвердження того, що він є людожером. Зокрема, Корбетт убив надзвичайно великого і найбільш розшукуваного мисливцями тигра «Холостяк Повалгара» (Bachelor of Powalgarh), хоча цей тигр ніколи не вбивав людину. Разом з Фредеріком Чемпіоном він відіграв ключову роль у створенні першого національного парку Індії на пагорбах Кумаон, спочатку названого на честь лорда Малкольма Гейлі (Malcolm Hailey). У 1957 році парк був перейменований на честь Корбетта.
У присвяті до своєї книги «Моя Індія» Корбетт написав: «Саме про цих людей, які, за загальним визнанням, бідні, і яких часто описують як „голодні мільйони Індії“, серед яких я жив і кого я люблю, я намагатимусь розповісти на сторінках цієї книги, яку я покірно присвячую своїм друзям, біднякам Індії». Прибутки від видання «Кумаонських людожерів» були передані в Сент-Дунстан, школу підготовки осліплених ветеранів.
Корбетт проживав у будинку Герні разом зі своєю сестрою Меггі. Вони продали будинок перед тим, як виїхати до Кенії в листопаді 1947 року. Будинок був перетворений на музей і нині відомий як Музей Джима Корбетта. Він також провів короткий час у Чотті Халдвані, яке стало відомим як село Корбетта. Він і жителі побудували стіну навколо села в 1925 році, щоб не допускати диких тварин у приміщення. Станом на 2018 рік стіна все ще стоїть, і, за словами жителів села, запобігла нападам диких тварин на жителів села з часу її будівництва.

## У Кенії
Після 1947 року Корбетт і його сестра Меггі усамітнилися в Ньєрі (Кенія), де він жив у котеджі «Паксту» на території готелю «Аутспан», який спочатку був побудований для його друга лорда Баден Павелла. Корбетт за життя був неодруженим.
Він продовжував писати і бити на сполох про скорочення чисельності диких котових та інших диких тварин. Корбетт був у хатинці, побудованій на гілках гігантського фікуса, як охоронець принцеси Єлизавети, коли вона залишалася там 5–6 лютого 1952 року. Тієї ночі помер її батько, король Георг VI, і Єлизавета піднялася на трон. Корбетт написав у реєстрі відвідувачів готелю:
|  | Вперше в історії світу молода дівчина одного дня залізла на дерево принцесою, а після того, як вона описала свій найчарівніший досвід, наступного дня злізла з дерева королевою — бережи її Бог... |

Корбетт помер від серцевого нападу за кілька днів по тому, як закінчив свою шосту книгу «Вершини дерев», і був похований в англіканській церкві Святого Петра в Ньєрі.
У 1994 і 2002 роках давно занедбані могили Корбетта та його сестри були відремонтовані та відновлені Джеррі А. Джалілом, засновником і директором Фонду Джима Корбетта.

## Пам'ять
- На честь Корбетта названо Національний парк Джім-Корбетт.
- На його честь названо астероїд 2442 Корбетт[3].
- У 1968 році один із п'яти підвидів тигрів, що залишилися в природі, був названий на його честь: Panthera tigris corbetti.

## Твори
- Jungle Stories. (Історії з джунглів) Privately published in 1935 (only 100 copies). Contents: Wild Life in the Village: An Appeal, The Pipal Pani Tiger, The Fish of My Dreams, A Lost Paradise, The Terror that Walks by Night, Purna Girl and Its Mysterious Lights, The Chowgarh Tigers
- Man-Eaters of Kumaon[en]. (Кумаонські людожери) Oxford University Press, Bombay 1944. Contents: Author's note (causes of man-eating), The Champawat Maneater, Robin, Chowgarh Tigers, The Bachelor of Powalgarh, The Mohan Maneater, Fish of my dreams, The Kanda Maneater, The Pipal Pani tiger, The Thak Man-eater, Just Tigers

## Переклади його творів
- Джим Корбетт. Леопард из Рудрапраяга. — Москва : «Тропа» ГХО «Путь», 1991. — 176 с. — («Звери и люди») — 200 000 прим. — ISBN 5-7194-0005-2. (рос.)
- Джим Корбетт. Храмовый тигр. — Москва : «Тропа» ГХП «Путь», 1991. — 160 с. — («Звери и люди») — 200 000 прим. — ISBN 5-7194-0004-4. (рос.)